# جاي وارد مودي
جاي وارد مودي (بالإنجليزية: J. Ward Moody)‏ هو عالم فلك أمريكي، ولد في 18 ديسمبر 1954 في بايسون في الولايات المتحدة.